# Pomník padlým 1. a 2. světové války (Lamač)
Pomník padlým v 1. a 2. světové válce je národní kulturní památka zapsaná v Ústředním seznamu památkového fondu (pod číslem 675/1) nacházející se v bratislavské městské části Lamač na Vrančovičově ulici před Kostelem svaté Markéty. Za národní kulturní památku byl objekt prohlášen 16. dubna 1985. Památník je postaven na památku padlým v 1. a  2. světové válce.
Pomník postavili v roce 1928, u příležitosti 10. výročí ukončení první světové války. Pamětní desku, která je věnována padlým vojákům v druhé světové válce, přidali až později. O její osazení se postaral Spolek vysloužilých vojáků a frontových bojovníků generála Milana Rastislava Štefánika v Lamači č. 26.

## Vzhled
Pomník se skládá z podstavce ve tvaru hranolu, na kterém je umístěno pískovcové sousoší zobrazující Ježíše Krista jak objímá umírajícího vojáka. Na jednotlivých stranách podstavce jsou umístěny desky se jmény padlých Lamačanů. Na přední straně se nachází portrét Štefánika, označeného jako hrdinu slovenského národa. Pod tímto portrétem je umístěna následující modlitba věnovaná padlým vojákům:
| „ | Všemohúci a milosrdný Bože! Dopraj večného oslávenia slovenským hrdinom padlým vo svetovej vojne plnej slobody slovenskému národu a trvalého mieru celému svetu | “ |

Zhotovitelem sousoší je znám bratislavský sochař Alojz Rigele, který je také autorem mnoha dalších památníků v Bratislavě. Objednatelem byla městská část Lamač.